# نشيل
نشيل إحدى قرى مركز قطور التابع لمحافظة الغربية بجمهورية مصر العربية.

## التاريخ
قرية نشيل من القرى القديمة، حيث وردت باسم «نشين القناطر» في أعمال الغربية ضمن قرى الروك الصلاحي التي أحصاها ابن مماتي في كتاب قوانين الدواوين، كما وردت باسم «نشين القناطر» في أعمال الغربية ضمن قرى الروك الناصري التي أحصاها ابن الجيعان في كتاب «التحفة السنية بأسماء البلاد المصرية».
وردت باسم «نشين القناطر» في التربيع العثماني الذي أجراه الوالي العثماني سليمان باشا الخادم في عصر السلطان العثماني سليمان القانوني ضمن قرى ولاية الغربية، وفي تاريخ 1228هـ/1813م الذي عدّ قرى مصر بعد المسح الذي قام به محمد علي باشا باسم «نشيل» ضمن قرى مديرية الغربية.
كانت القرية من توابع مركز المحلة الكبرى في تعداد 1882، ثم انتقلت إدارتها إلى مركز طنطا وأخيرا إلى مركز قطور منذ إنشائها في عام 1947 ووردت ضمن قراه في تعداد 1960.

## السكان
بلغ عدد سكان نشيل 19,500 نسمة حسب تقدير عام 2018.
| السنة  | 1882 | 1897 | 1907 | 1927 | 1947 | 1960 | 1976 | 1986   | 1996   | 2006   | 2018   |
| ------ | ---- | ---- | ---- | ---- | ---- | ---- | ---- | ------ | ------ | ------ | ------ |
| القرية | 2077 | 2747 | 4860 | 4792 | 5439 | 6843 | 8433 | 10,785 | 13,454 | 15,886 | 19,500 |